# Еврейские партизаны
Еврейские партизаны — бойцы нерегулярных формирований, участвовавших в движении сопротивления против нацистской Германии и её союзников во время Второй мировой войны.
Ряд еврейских партизанских групп, работающих по всей оккупированной нацистами Европе, некоторые из них беглецы из еврейских гетто или концентрационных лагерей, другие, такие как Бельские, исчислялись сотнями, включая женщин и детей. Еврейские партизаны были наиболее многочисленны в Восточной Европе, но группы также существовали в оккупированной Франции и Бельгии, где они сотрудничали с местным движением сопротивления. Многие отдельные еврейские бойцы участвовали в других партизанских движениях в других оккупированных странах. В целом, количество еврейских партизан составляло от 20 000 до 30 000 человек.

## Операции
Партизаны занимались партизанской войной и саботажем против нацистской оккупации, побуждали к этому подростков и освобождали заключенных. Только в Литве они убили около 3000 немецких солдат. Они иногда имели контакты в гетто, лагерях, юденратах, а также с другими группами сопротивления, с которым они делили военную разведку.
В Восточной Европе многие евреи вступили в ряды советских партизан: в течение всей войны, они столкнулись с антисемитизмом и дискриминацией со стороны советских партизан и некоторые были убиты, но с течением времени многие из еврейских партизанских групп влились в общее советское партизанское движение. Советские партизаны прибыли в западную Украину в 1943 году. Их отряды состояли из русских, украинцев, поляков и евреев и были меньше по размеру, чем отряды в Белоруссии, которые были более подготовлены к партизанской войне. Советский архив данных свидетельствует о том, что евреи составляли 5,2 % от партизан на Украине.

## Снабжение

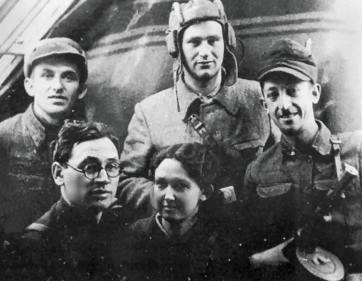
Белоруссия, 1943. Еврейский партизанский отряд Валерия Шкалова

Еврейские партизаны должны были преодолеть большие трудности при приобретении оружия и продовольствия. Как правило, они жили в землянках в лесных лагерях. Нацисты использовали коллективное наказание против сторонников партизан в гетто, из которых партизаны бежали, а также часто использовали «антипартизанские действия» как прикрытие для уничтожения евреев. В некоторых районах, партизан поддерживали местные жители, но из-за широкого распространения антисемитизма и страха перед репрессиями, еврейские партизаны часто были сами по себе.
Партизаны действовали под постоянной угрозой голода . Для того чтобы выжить, евреи должны были отложить в сторону традиции диетических ограничений. Иногда дружественные крестьяне приносили им еду, а иногда еда была украдена из магазинов, хозяйства или набегами на запасы провианта, предназначенные для немецких солдат. В ходе войны, Советское правительство иногда сбрасывало с воздуха боеприпасы, фальшивые деньги и продукты питания для дружественных партизанских отрядов.
У тех, кому удалось бежать из гетто и лагерей не было ничего, кроме одежды на теле, и та превращалась в лохмотья от постоянного ношения. Одежда и обувь были дефицитным товаром. Немецкие мундиры были драгоценными трофеями: они были тёплыми и служили маскировкой для будущих миссий.
Те, кто были ранены, искалечены или заболевали, часто не выживали из-за отсутствия медицинской помощи. У большинство партизанских групп не было врача, бойцы обрабатывали раненых самих, обращаясь к сельским врачам только в крайнем случае.
Леса также скрывали семейные лагеря, где еврейские беглецы из лагерей или гетто, многие из которых были слишком молоды или слишком стары, чтобы бороться, надеялись переждать войну. В то время как некоторые партизанские группы требовали боевую готовность и оружие в качестве условия для вступления, многие из невоюющих нашли убежище с еврейскими боевыми группами и их союзниками. Эти люди и семьи вносили свой вклад в благосостояние группы, работая мастерами, поварами, швеями и полевыми медиками.

## Известные партизанские отряды
Крупнейший еврейский партизанский отряд братьев Бельских был большим «семейным лагерем» в Белоруссии (более 1200 к лету 1944), его боевики активно участвовали в диверсиях против оккупантов и коллаборационистов.
Известны также Партизанский отряд 106, Парчев (партизаны на юго-востоке Польши) и Объединённая Партизанская Организация, которая пыталась начать восстание в гетто в Вильнюсе в Литве, а затем занималась саботажем и партизанскими операциями. Тридцать два еврея из подмандатной Палестины были обучены англичанами и десантированы в тыл противника, чтобы участвовать в деятельности сопротивления. В варшавском гетто две группы партизан, правый еврейский военный союз (Żydowski Związek Wojskowy , ZZW) и левая Еврейская боевая организация (Żydowska Organizacja Bojowa , Зоб) возглавили отдельные восстания.

## Еврейские партизаны-разведчики
Партизанский разведчик и командир Леонид Беренштейн успешно действовал до весны 1944 на Украине, был затем заброшен во главе разведывательно-диверсионной группы, среди бойцов которой был и замечательный еврейский разведчик и диверсант Михаил Имас — сначала в Южную Польшу, а затем в Словакию. Осенью 1944 группа приняла активное участие в знаменитом Словацком Национальном антинацистском восстании, которое было неудачным.
Среди прочих выдающихся евреев, внесших значительный вклад в деятельность партизанской разведки была советская военная разведчица, ветеран гражданской войны в Испании Мария Фортус. После немецкой оккупации северо-запада Украины она возглавила разведку и контрразведку действовавшего здесь знаменитого разведывательно-диверсинного отряда «Победители». Другой, возможно, даже более значимый персонаж, но, увы, сегодня совершенно забытый — это командир отдела связи Украинского Штаба Партизанского Движения полковник Ефим Коссовский. Будучи до войны, как и Фортус, кадровым офицером Разведуправления Генштаба, он также прошел боевую закалку в Испании, а уже после оккупации фашистами Украины возглавил проект по развертыванию системы партизанской связи на территории республики. Именно его стараниями Беренштейн, Имас, Фортус и их товарищи по оружию были обеспечены связью с советским тылом. Коссовский, в отличие от ряда его соплеменников, не побоялся антисемитизма, царившего тогда во многих партизанских структурах, и не скрыл своего еврейского происхождения при заполнении личной анкеты в мае 1944 года.
В рамках исследования израильского историка Якова Фалькова были обнаружены спорадические упоминания и о других ныне забытых партизанских разведчиках-евреях, высокопоставленных и рядовых: заместителе командира разведотдела Украинского партизанского штаба майоре Иосифе Натановиче Брунове, повышенном в звании за успешную работу в области агентурной и полевой разведки; коллеге Брунова Льве Исааковиче Шамисе, замкомандира разведотделения партизанского штаба Юго-Западного фронта; а также без вести пропавших на востоке Эстонии командире партизанской десантной группы Когане и его радисте Рабиновиче.

## Еврейские партизаны-радисты
В книге израильского историка Якова Фалькова «Лесные шпионы. Разведывательная деятельность советских партизан 1941—1945» (Магнес и Яд Вашем, 2017) подробно описана деятельность бывшей партизанской радистки Нины (Мины) Папирмахер, которая в возрасте 17 лет добровольно прошла подготовку в московской школе партизанских радистов и весной 1944 была заброшена самолётом на оккупированную территорию Литвы, где внесла значительный вклад в радиообмен информацией между местными коммунистическими партизанами и их руководством в советском тылу. Её «клиентом», помимо партизан, был десантировавшийся вместе с ней офицер советской внешней разведки, действовавший в Каунасе под псевдонимом Иван Иванович.

## Исследования и память
О еврейских партизанах в Белоруссии рассказывает документальный фильм Александра Ступникова «Изгои».

## Известные партизаны
- Анелевич, Мордехай
- Апфельбаум, Давид
- Арад, Ицхак
- Брускина, Мария Борисовна
- Витенберг, Ицик
- Гильденман Моше (Дядя Миша)
- Глик, Гирш
- Зорин, Шолом Натанович
- Ковнер, Абба
- Никитин Николай Михайлович
- Оранский, Пётр Максимович
- Печерский, Александр Аронович
- Сенеш, Хана
- Серчук, Йозеф
- Френкель, Павел
- Цукерман, Ицхак
- Шепетинский, Яков Исаакович